# Білюшок гірчичник
Білюшок гірчичник (Leptidea sinapis) — вид метеликів родини біланових (Pieridae).

## Поширення
Вид поширений в Європі, на північному заході Африки, в Західній та Північній Азії до Байкалу.

## Опис
Довжина переднього крила 18-24 мм; розмах крил 32-45 мм. Верхня сторона крил біла. Біля вершини передніх крил є овальна пляма, більш виражена у самців. У весняної форми вона сіра, у літньої форми — майже чорна. Нижня сторона крил з жовтувато-зеленим або сірувато-жовтим розпливчастим візерунком. В особин літнього покоління малюнок менш виражений, а самиці іноді зовсім білі.

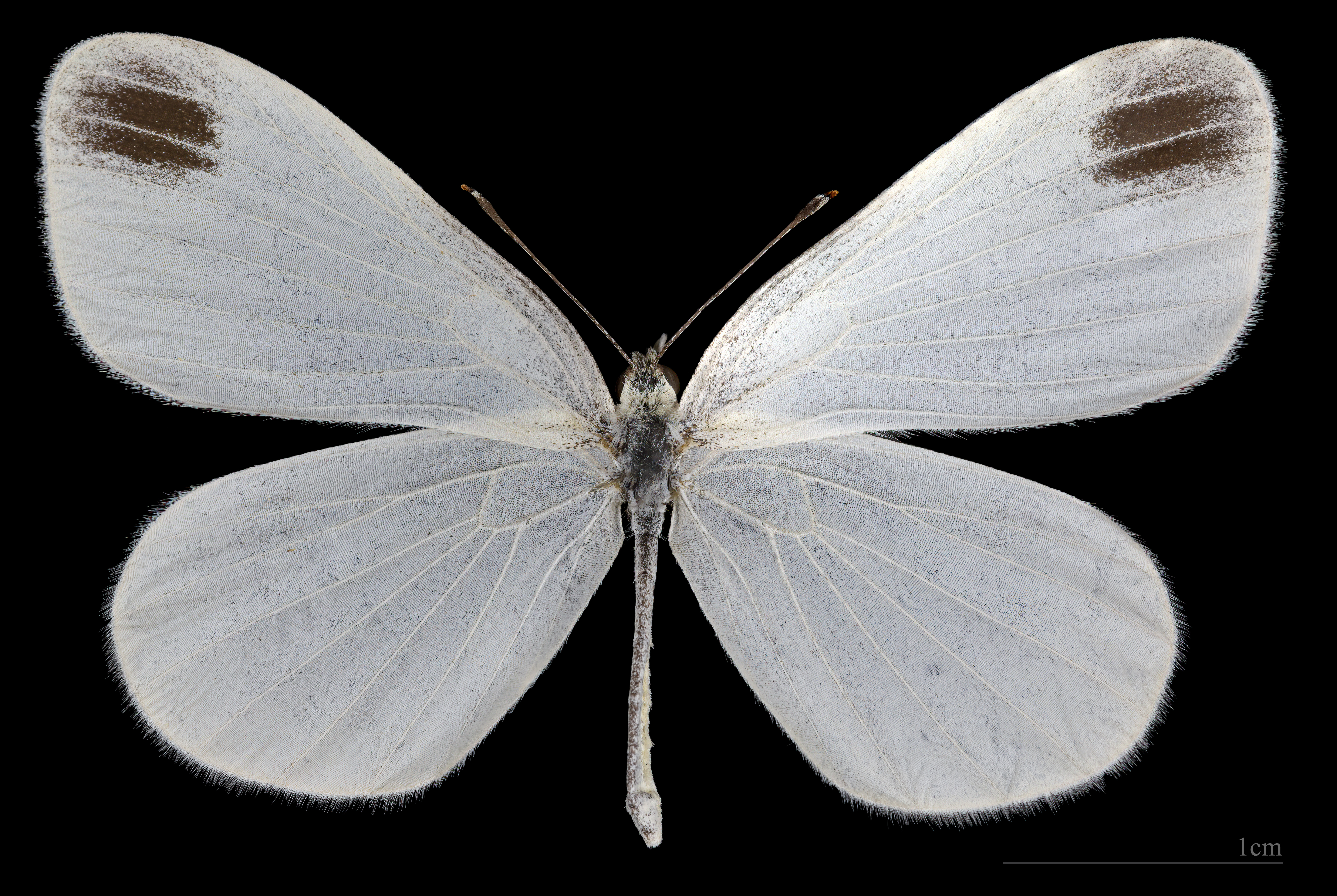
Leptidea sinapis ♂
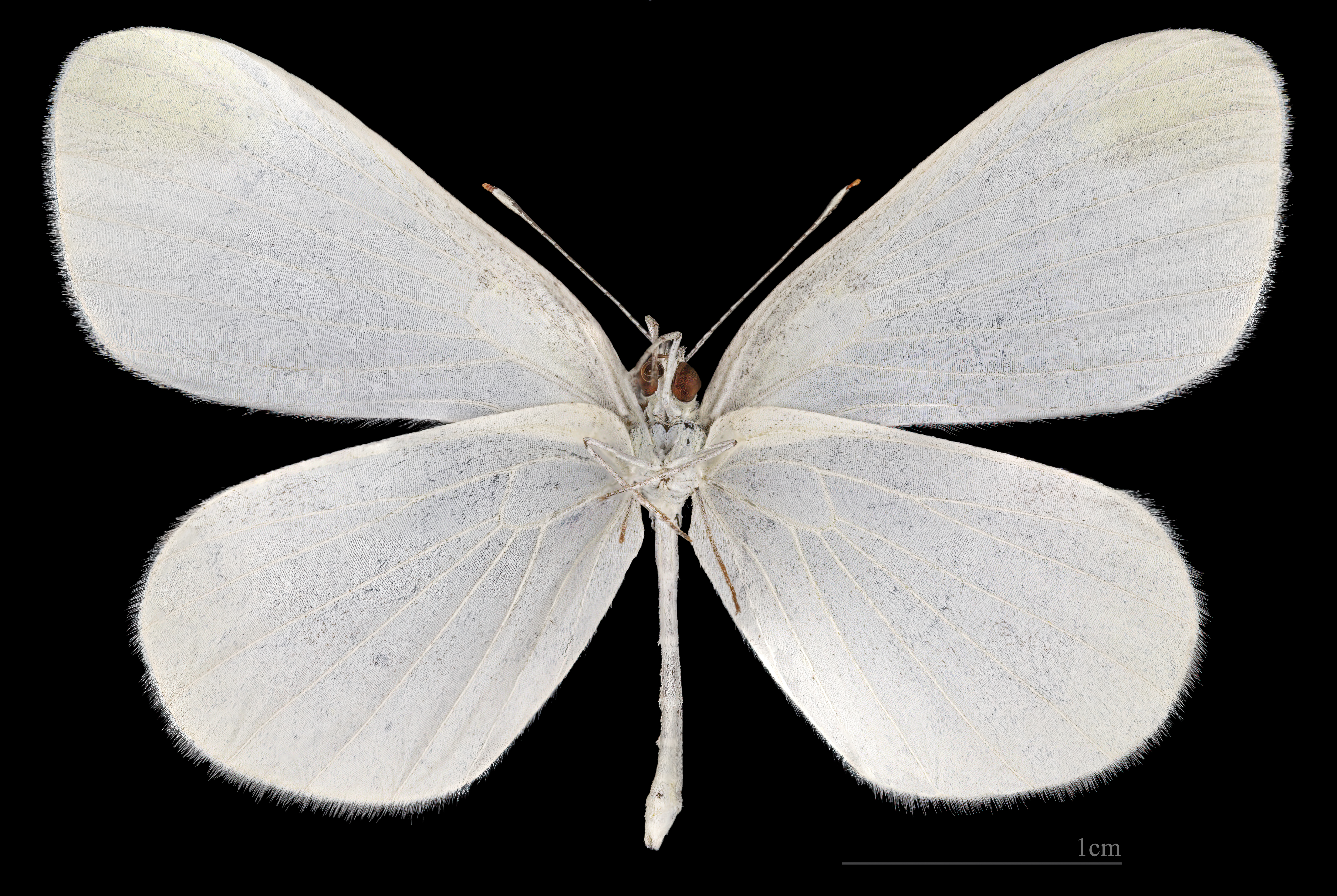
Leptidea sinapis ♂   △
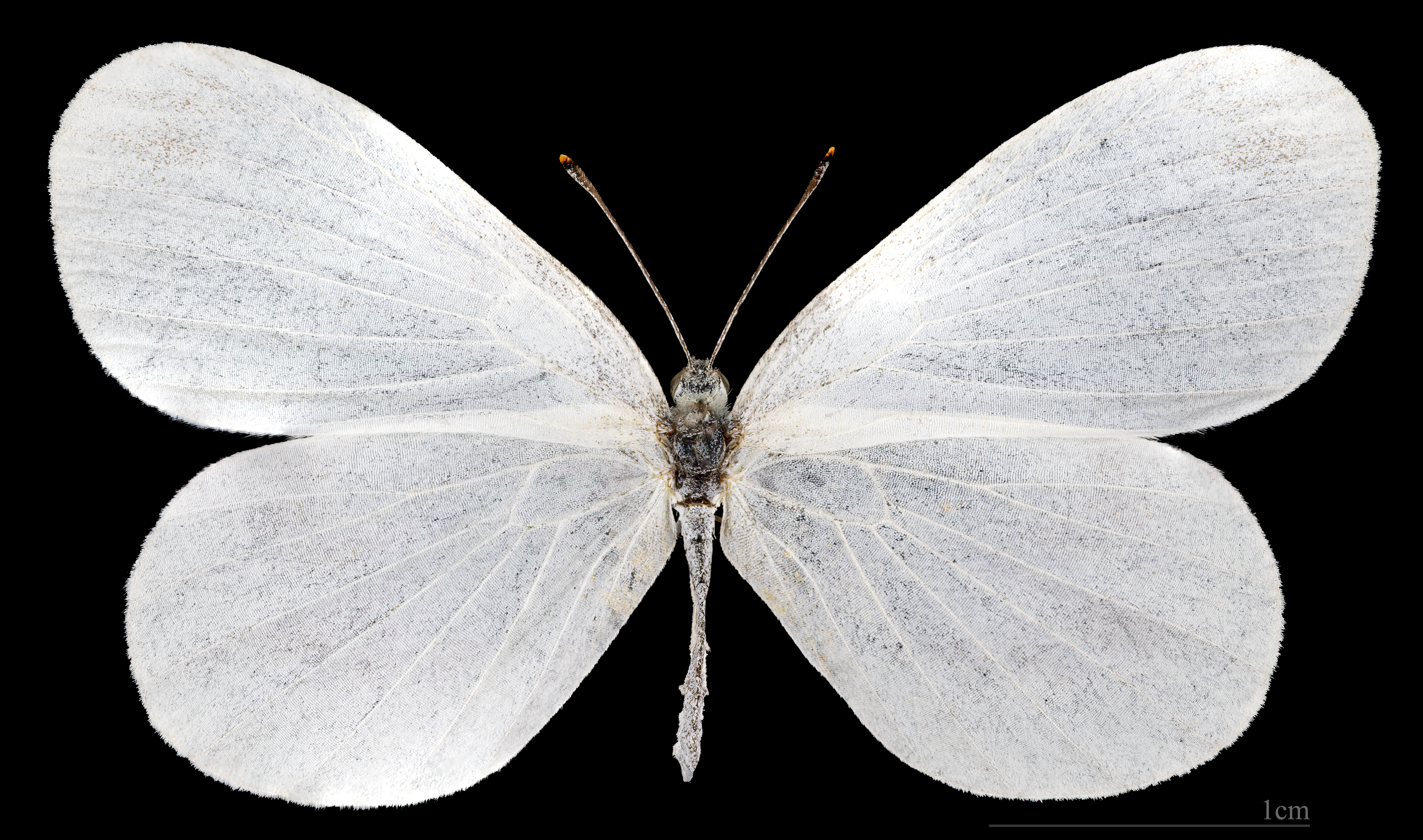
Leptidea sinapis   ♀
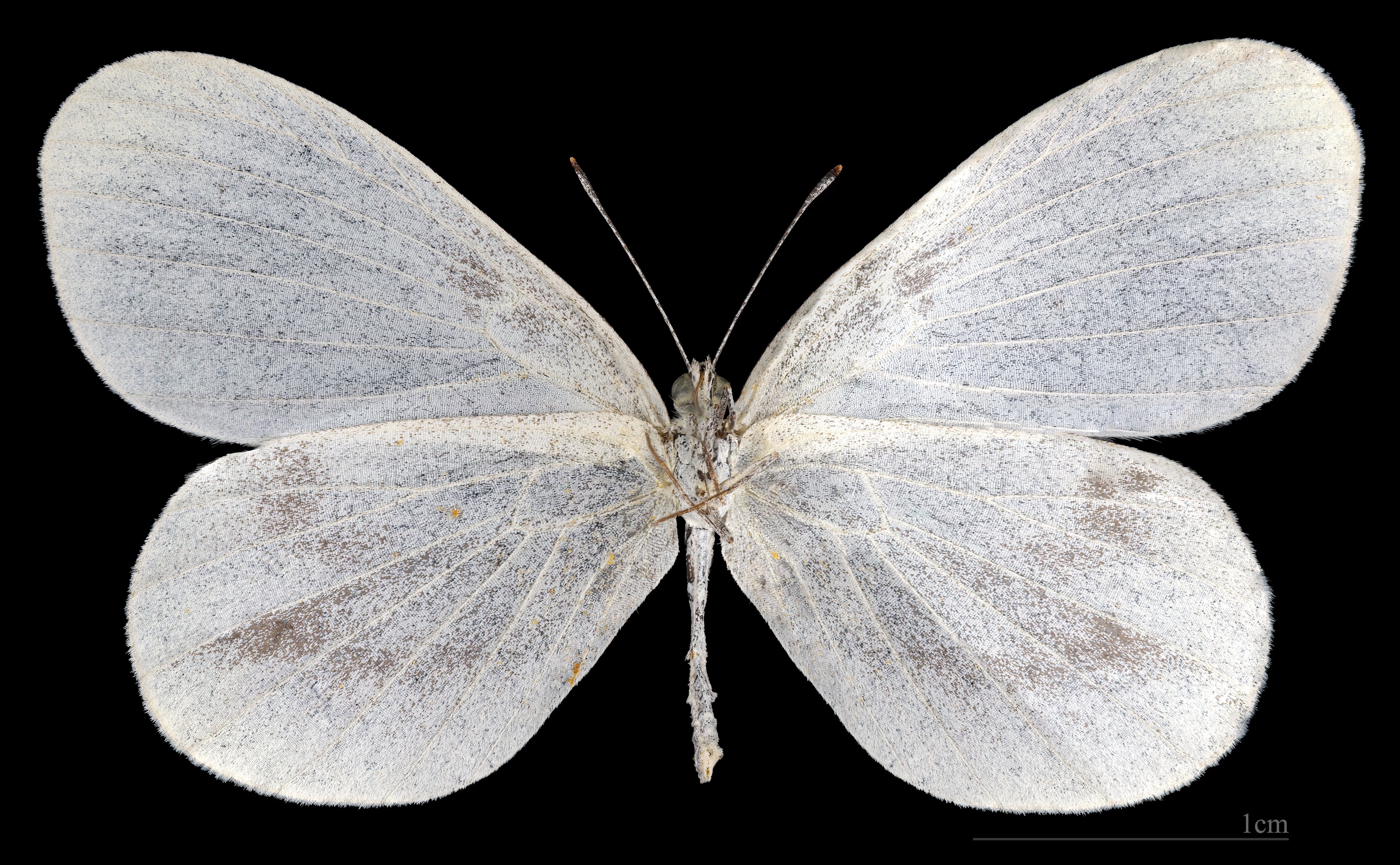
Leptidea sinapis   ♀ △

## Спосіб життя
Метелики першого покоління літають з кінця квітня до середини червня, другого — з початку червня до середини серпня. Трапляються на узліссях, галявинах, обабаіч доріг, на луках, берегах річок і струмків, рідше на полях. Гусениці живляться бобовими, активні ночами. Зимує лялечка.